# 컴투스홀딩스
컴투스홀딩스(Com2us Holdings)는 2000년에 설립된 모바일 게임 개발사이자 배급사이다. 원래 회사명은 게임빌(Gamevil)이었으나, 2021년 11월 '컴투스홀딩스'로 변경했다.
'놈시리즈’를 비롯해 ‘프로야구 시리즈’, '득행의길', ‘제노니아 시리즈’, ‘에어펭귄(서비스가 종료되었으며 현재는 엔터플라이에서 단독제작및 단독출시)’, ‘펀치히어로’ '카툰워즈' 등의 글로벌 히트작들을 선보여 왔다. 또한, ‘몬스터워로드’, ‘다크어벤저’, ‘피싱마스터’ 등의 스테디셀러 브랜드들은 지금도 북미, 동남아, 유럽 등에서 장기 흥행을 보이고 있다. 최근에는 '별이되어라!’, ‘MLB 퍼펙트 이닝 시리즈’, ‘크리티카: 천상의 기사단’, '던전링크', '카툰워즈 시리즈' 등을 대한민국 등 여러 국가에서 서비스 중이다.
2009년 7월 코스닥 시장에 상장했으며, 변화하는 모바일게임 시장 환경에 맞춰 다수의 흥행 모바일게임을 출시하고 있다. 자체 게임 개발의 확대와 함께 우수 모바일게임의 퍼블리싱을 통한 산업의 상생 성장도 견인하고 있다. 본사는 대한민국 서울시 서초구 서초동에 위치하고 있으며, 2018년 3월 기준 직원 수는 426여 명이다. 현재 미국, 중국, 일본, 싱가포르, 독일 등 세계 주요 국가 10여 개 거점을 마련하고 있다. 2013년에 모바일 게임업체 컴투스를 인수하였다.